# Mikrofoni
Mikrofoni beskriver fænomenet, hvor bestemte komponenter i elektroniske apparater omformer mekaniske vibrationer til et uønsket elektrisk signal (støj).
Termen er afledt ved analogi til mikrofoner, hvor denne opførsel er indbygget i designet, mens det med moderne elektronik nogle gange er en overlagt tilføjet effekt, men for det meste er mikrofoni-effekten uønsket.
| Lyd og billede | Spire Denne artikel om billed- og lydteknologi er en spire som bør udbygges. Du er velkommen til at hjælpe Wikipedia ved at udvide den. |